# Ravine Coque
Die Ravine Coque ist ein Fluss an der Westküste von Dominica im Parish Saint Paul.

## Geographie
Die Ravine Coque entspringt mit zwei Quellflüssen an der nordwestlichen Hangkante von Glasgow Estate bei Roseau. Der südliche (linke) Quellfluss bildet einen Teil der Grenze zwischen den Parishes Saint Paul und Saint George. Die Quellbäche vereinigen sich bei Morne Daniel und nach wenigen hundert Metern mündet der Fluss bereits in der Woodbridge Bay in das Karibische Meer.
Streckenweise verläuft der Fluss parallel zum Boeri River, dessen Einzugsgebiet sich nördlich anschließt.